# Крум Дамянов
Крум Дамянов е български скулптор, автор на едни от най-мащабните скулптурни мемориални ансамбли в Народна република България през 70-те и 80-те години на ХХ век, професор и академик.

## Биография
Роден на 31 август 1937 година в Ракитово, Пещерско. През 1962 година завършва Висшия институт за изобразително изкуство в София, специалност „Декоративно-монументална скулптура“ при професор Любомир Далчев. От 1969 до 1994 година последователно е преподавател, доцент, професор към катедра „Рисуване и моделиране“ към Архитектурния факултет на Висшия институт за архитектура и строителство в София. От 1994 година е професор към катедра „Скулптура“ на Националната художествена академия.
По времето на държавния социализъм е носител на високи съюзни и държавни отличия – наградата „Иван Лазаров“ за Монументална скулптура за 1965 и 1982 година. Лауреат е на Димитровска награда.
През 2009 година е отличен с Държавна награда „Св. Паисий Хилендарски“.
Избран за академик на БАН на 9 май 2015 година.
През май 2016 година е отличен с орден „Стара планина“ – първа степен.

## Творчество

### Мемориални ансамбли
- 1977 – „Бранителите на Стара Загора“ („Самарското знаме“), Стара Загора
- 1981 – „Създатели на българската държава“, Шумен
- 1985 – „Асеневци“, Велико Търново

### Монументи
- 1978 – „Мемориал „Знаме на мира““, често наричан „Камбаните“ София
- 1983 – „Часовникова кула“, Хасково
- 1988 – „Софроний Врачански“, Враца
- 1993 – „Разпятие“, Кюстендил

### Монументална пластика
- 1986 – „Бик“, Констанц, Германия
- 1992 – „Елин Пелин“, Борисова градина, София
- 1993 – „Георги Аспарухов“, София
- 1994 – Кръст над църквата „Света Петка Българска“ край Рупите
- 2002 – „Един тон във въздуха“, колекция „Вутен“, Белгия
- 2003 – „Корида“, колекция „Вутен“, Белгия
- 2004 – „Сатурналии“, колекция „Вутен“, Белгия
- 2015 - „Орфей“, Метростанция „Летище София“

### Кавалетна скулптура
Притежание на галерии и частни колекции в Австрия, Белгия, България, Германия, Норвегия, САЩ, Франция, Холандия, Южна Корея.

### Изложби
- 1998 – Париж, Франция
- 1999 – Маями, САЩ
- 2001 – София
- 2002 – Париж, Франция
- 2002 – Море сюр Лоан, Франция
- 2002 – Брюксел, Белгия (в рамките на „Европалия“)

## Скулптурни симпозиуми
- 1968 – Линдабрун, Австрия
- 1969 – Санкт Маргаретен, Австрия
- 1970 – Хайнувка, Полша
- 1971 – Линдабрун, Австрия
- 1988 – Линдабрун, Австрия
- 1996 – Пасау, Германия
- 1987 – Олимпиада на изкуствата, Сеул, Южна Корея
- 1992 – Men of Achievement, Международен биографичен център, Кембридж, Великобритания
- 1994, 1998, 2003 – включен във „Five Hundred Leaders of Influence“, ABI /American Biographical Institute, Inc/

## Противоречия
След откриването на пластиката на Орфей на метростанция „Летище София“ журналистката Любослава Русева вижда в проекта на Крум Дамянов представяне на България символично като подземно царство. Камен Петров в „Уебкафе“ нарича скулптурата Робокоп, Терминатор и кръстоска между Тенекиения човек и отмъстителен Десептикон. Според него да поставиш статуя на Орфей на летището е символен жест, сравним с построяването на паметници на Александър Велики в Скопие.
При съобщенията в медиите за номинирането на Крум Дамянов за орден „Стара планина“ през май 2016 година в интервю за вестник „168 часа“ арх. Благой Атанасов оспорва авторството на монумента „Знаме на мира („Камбаните“)“.